# Weltgericht von Müstair

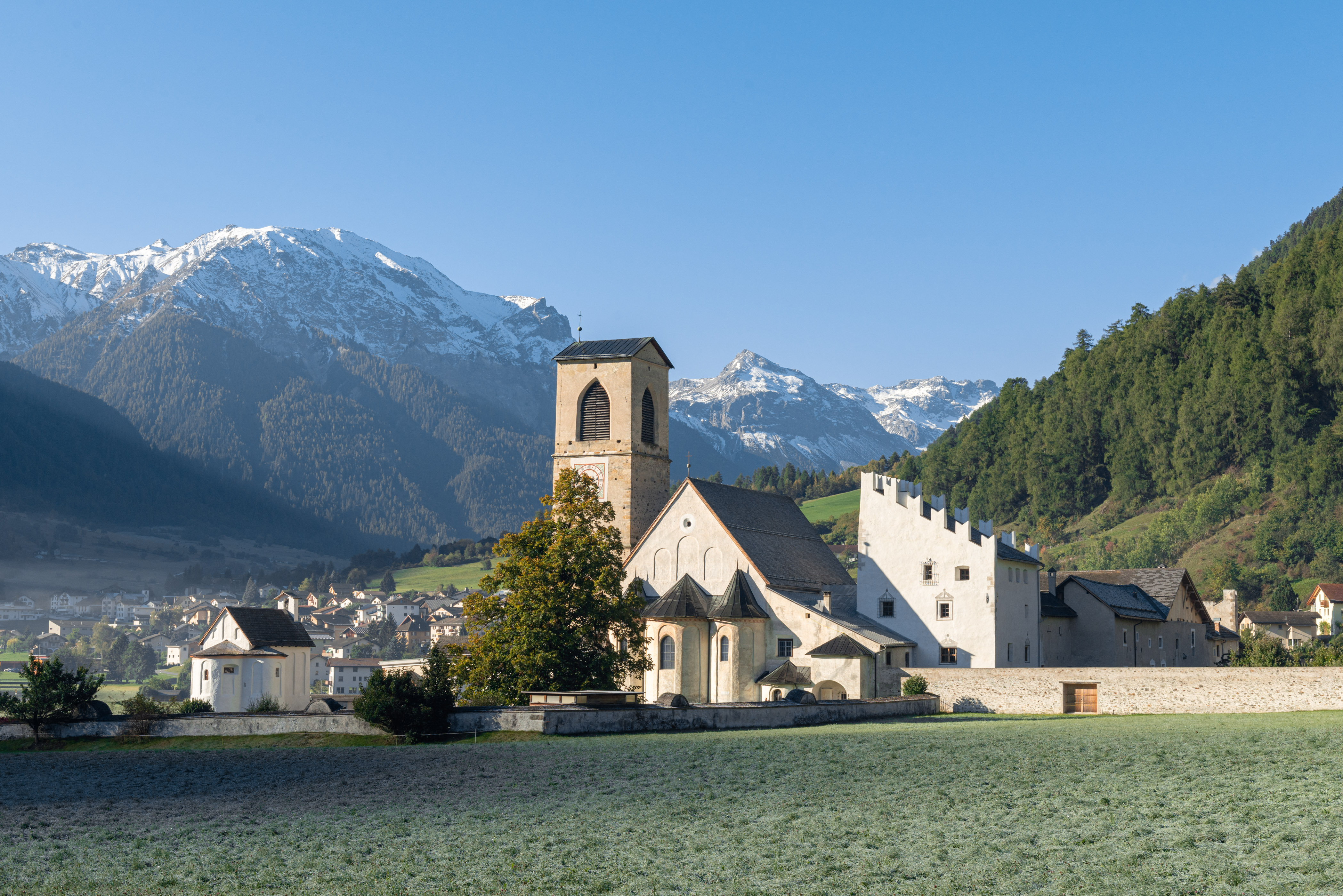
Klosterkirche Müstair und Plantaturm

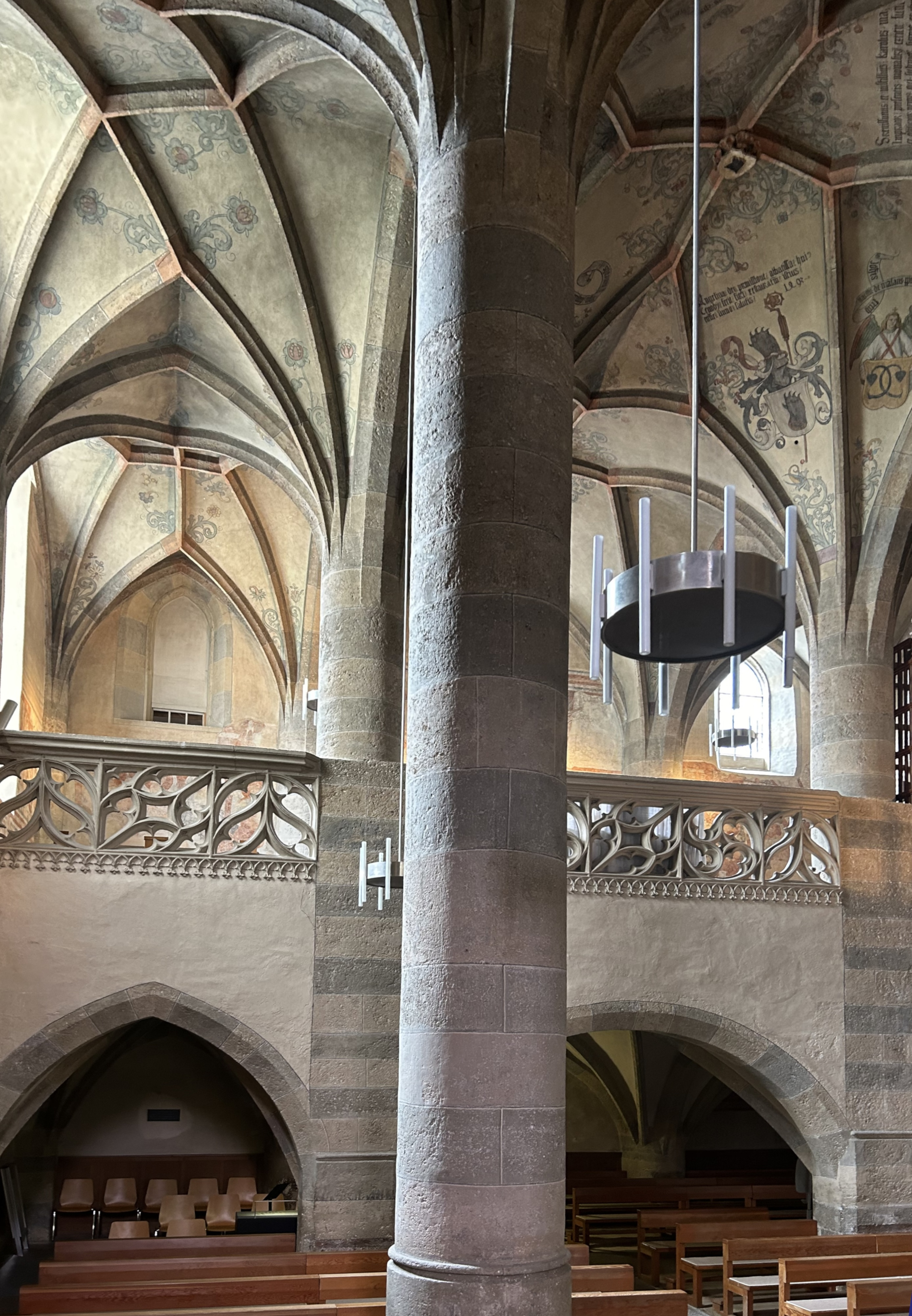
Blick zum Nonnenchor

Das Weltgericht von Müstair aus der Klosterkirche des Benediktinerinnenklosters St. Johann in Müstair ist die älteste bekannte Darstellung des Jüngsten Gerichts. Die Bilder stammen aus dem Frühmittelalter und entstanden um das Jahr 800, rund 750 Jahre vor der Darstellung von Michelangelo in der Sixtinischen Kapelle im Vatikan aus der Zeit um 1540. Der ansonsten unbekannte Maler der Fresken wird in der Kunstgeschichte aufgrund der Bilder in der Klosterkirche mit dem Notnamen Meister von Müstair bezeichnet.

## Situation
Die Fresken befinden sich an der Westwand des Nonnenchors oberhalb des Kirchenraums. Der Chor, eine gewölbte Empore, wurde zwischen 1488 und 1492 von der Äbtissin Angelina Planta errichtet.
Der Zyklus der Westwand bestand ursprünglich aus sechzehn einzelnen in vier Reihen nach Themen angeordneten Bildern. Oberste Reihe: Altes Testament, zweite Reihe: Wiederkunft Christi, dritte Reihe: Jüngstes Gericht mit Christus in der Mitte, vierte Reihe: Erlöste und Verdammte.
Oben ist die Ankunft Christi zum Gericht dargestellt, die Aufrollung des Himmels nach Jesaja Jes 34 4  und Offenbarung Offb 6 14  sowie die Auferstehung der Toten unter dem Klang der Posaunen.

## Einzelbilder

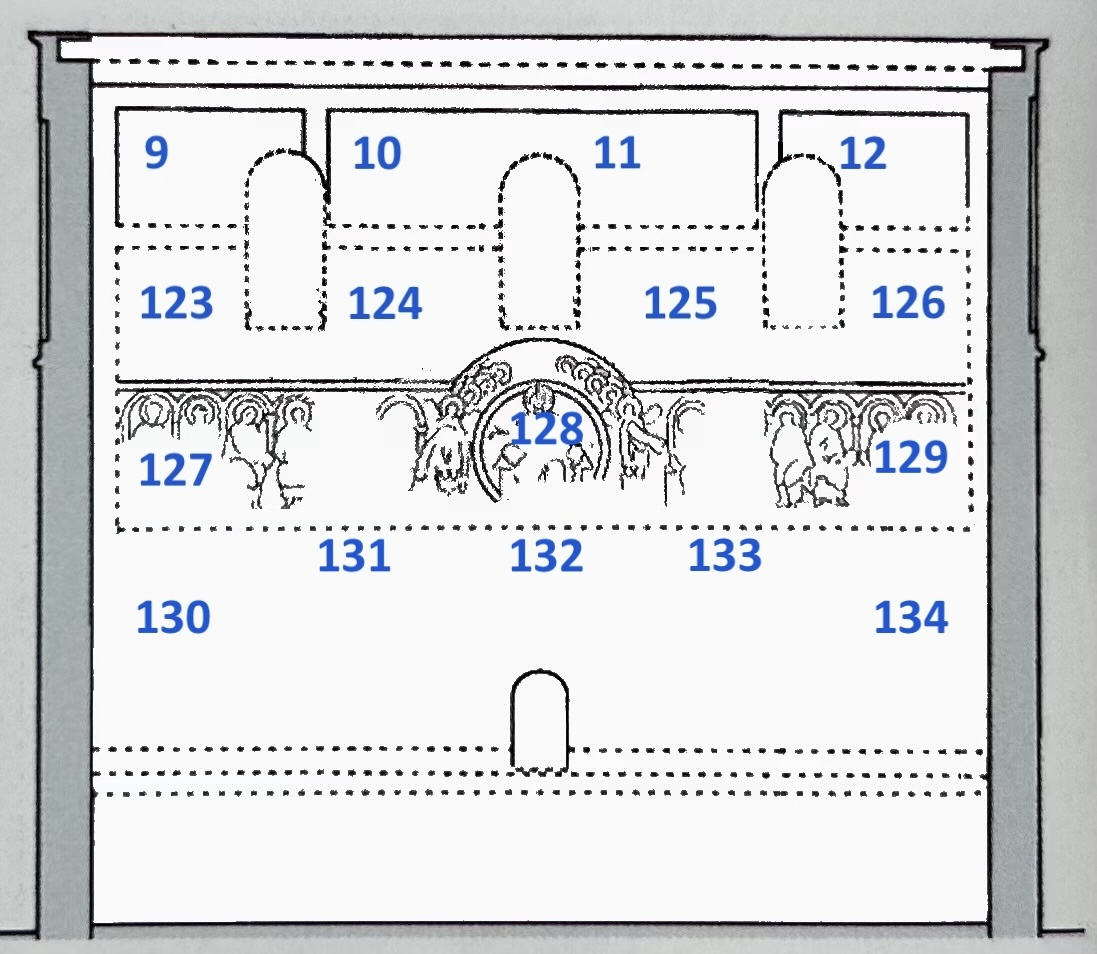
Einteilung

Die Bilder 9 bis 12 wurden 1908/09 von der Wand abgelöst und ins Landesmuseum Zürich verbracht.
| - 9 Anstürmende Reiter - 10 Natans Verheissung… - 11 …an David (Mittelteil verloren) - 12 Davids Milde gegenüber Sauls Enkel - 123 Auferstehung der Toten - 124 Zweite Ankunft Christi - 125 Ende der Zeit, Engel rollen den Himmel ein - 126 Auferstehung der Toten und Posaunenengel | - 127 Thronende und disputierende Apostel - 128 Christus im Engelskranz, zwei Engel mit Schriftbändern - 129 Thronende und disputierende Apostel - 130 Verloren (irdisches Paradies?) - 131 Engel mit Auferstandenen - 132 Lamm (?) zwischen zwei Engeln - 133 Engel mit Lanzen (Fragment) - 134 Verloren (Hölle?) |

## Beschreibung

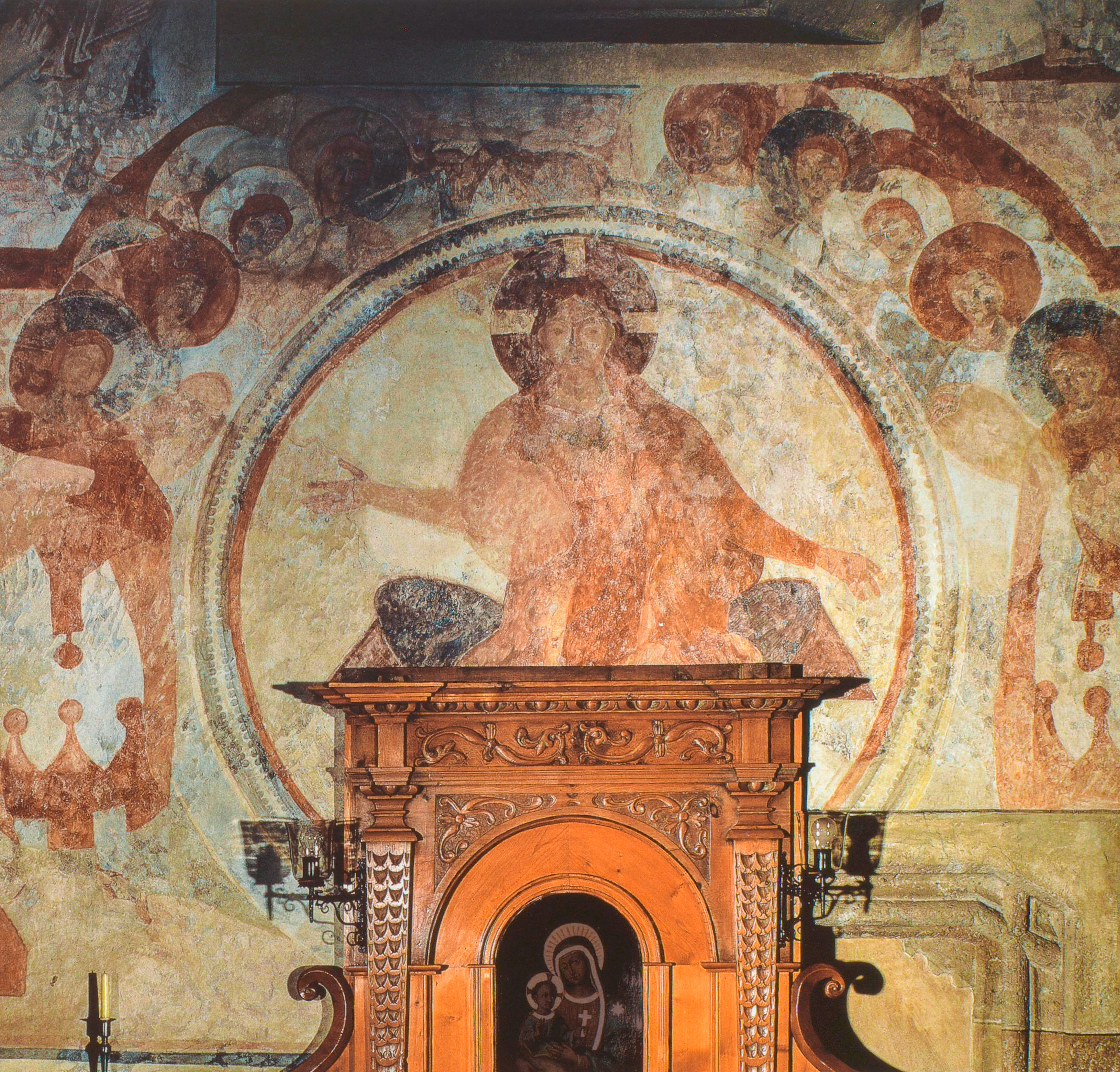
Christus im Zentrum, umgeben von den Aposteln. Vor dem Bild steht der mittlere Sitz des Chorgestühls von 1948.

In der Mitte der Komposition thront der richtende Christus als Herrscher der Welt in einer kreisrunden Glorie, umgeben von einer Schar von Engeln. Die linke Hand senkt er hinunter zu den Verdammten, die rechte ist erhöht. Rechts über ihm rollt ein Engel das Firmament zusammen wie eine Buchrolle als Zeichen für das Ende der Zeit. Links und rechts disputieren Apostel als Beisitzer des Jüngsten Gerichts (nach Matthäus Mt 19,28 ) und Lukas (Lk 22,30 ) und verweisen auf die Idee des himmlischen Jerusalem. Zwischen ihren Häuptern und dem Fenster erkennt man im untersten Streifen die Darstellung der Auferstehung der Toten, die aus ihren Gräbern steigen.